# Árós
 Denne artikel bør gennemlæses af en person med fagkendskab for at sikre den faglige korrekthed.

 For alternative betydninger, se Aros. (Se også artikler, som begynder med Aros)
Árós er det gamle navn på byerne Aarhus, Trondheim (Nidaros), Västerås (Vestre Aros), Uppsala (Østre Aros) og Åhus. Ordet findes på færøsk: Áarósi.
Navnet kommer af ár, en gammel genitiv til ordet å, og det ikke længere brugte os "munding", dvs. "Åens Munding".
Aarhus er anlagt ved udløbet af Aarhus Å, der var en hovedfærdselsåre i vikingetidens Østjylland; samtidig var det også ved Aarhus, at der lå det mest oplagte vadested for den kørende nord-sydgående trafik (ved nutidens Immervad).
Borgen omkring byen blev forstærket af Harald Blåtand i 979-980.
Den nuværende form af navnet skyldes en folkeetymologisk omdannelse efter ordet hus. Den er muligvis opstået hos tysktalende handelsrejsende, der mente at genfinde den (nordtyske) stednavneendelse -husen. Formerne Arhusan og Arhusin optræder i hvert fald allerede hos Adam af Bremen (men kan dog skyldes senere afskrivere af teksten). Byen bliver dog stadig kaldt Arus (med en regelmæssig afsvækning af o’et) i  Valdemar II's Jordebog. Formen Arhus optræder først i 1406, hvorefter den siden slår igennem i dansk skrivemåde. Middelalderens latinsksprogede forfattere har ligeledes i reglen Arus eller Arusia (hos Saxo Arusius). Aarhus Universitet har derimod i sit latinske navn valgt formen med h: Universitas Arhusiensis.
I renæssancen gik man ét skridt videre i den folkeetymologiske fortolkning af navnet, idet man mente, at det første led var ordet åre, og i 1581 blev der derfor lavet en bysegl, hvor der afbildedes tre årer (senere blev der også tilføjet et hus).
Tidligere var det almindeligt at udtale byens navn Aars, der er den lydrette fortsættelse af byens gamle navn. Denne form optræder i Holbergs skæmteepos Peder Paars: "Jeg siunger om en Helt, den store Peder Paars, / Som tog en Reise for fra Callundborg til Aars". Ude på landet blev Aarhus kaldt Aars eller Oes indtil det 20. århundrede, og endnu i dag er udtalen på lokalsproget Aar-us med kraftigt tryk på første stavelse og kun en antydning af "u" eller måske "o".
ARoS Aarhus Kunstmuseum har afledt sit navn af det gamle navn (idet man samtidig med det småtskrevne o spiller på det latinske ord ars "kunst").